# Iglesia Vieja (Yecla)

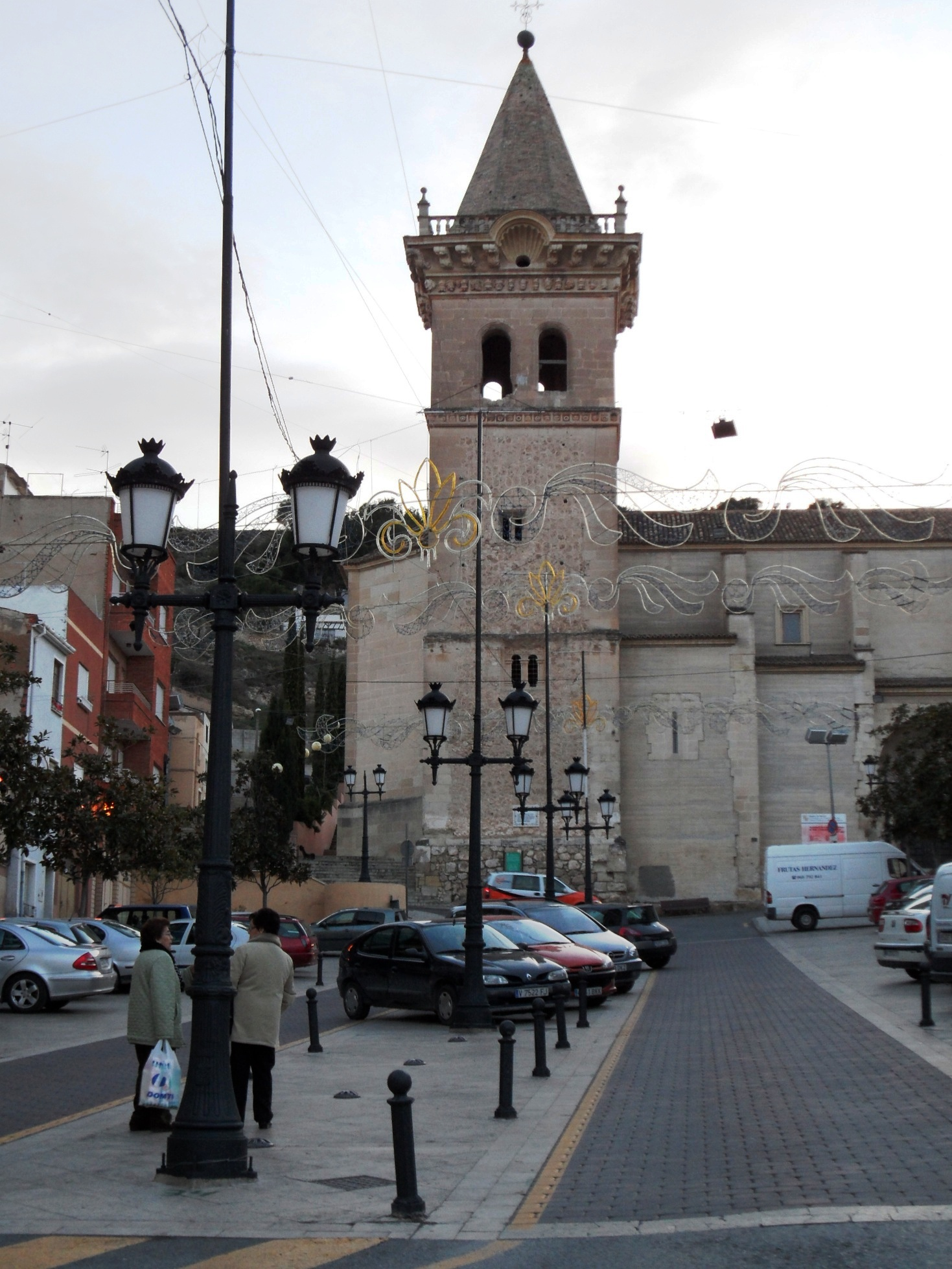
Iglesia de «El Salvador», en la Plaza de la Asunción.

La Iglesia Vieja o Iglesia del Salvador es un monumento civil de estilos gótico y renacentista ubicado en el municipio murciano de Yecla, entre el Ayuntamiento y el Santuario del Castillo. A pesar de denominarse como iglesia al edificio, se clasifica dentro de los monumentos civiles de la ciudad, pues aunque en su día fue templo religioso, actualmente está desacralizado.

## Historia

### Construcción
Los orígenes de su construcción se remontan al siglo XVI, concluyendo la mayor parte de ella en el año 1512 y consagrándose como templo en 1540. Entonces se denominó Iglesia o Rectoría del Salvador.
El bloque del edificio se hizo siguiendo el estilo gótico predominante en la Edad Media; sin embargo, como ocurre en otras muchas construcciones religiosas de España, con el paso de los años se fueron añadiendo otros estilos, como el Renacentista. Con este estilo se levantó la torre, tomando como modelo la de la Iglesia Arciprestal de Santiago de Villena.
Uno de los elementos que hacen especial este antiguo templo es que, a diferencia de como se hacía en la época, las obras comenzaron por la nave y no por el ábside, donde normalmente se sitúan el Altar Mayor y la Sacristía. Dado que los trabajos se prolongaban durante muchos años, o siglos, en el caso de las catedrales, se levantaba el Altar para poder celebrar oficio y, con los años, se añadían la nave y las capillas, justo al contrario de lo que ocurrió en este caso.

### Saqueo y semidestrucción
Antes (1931,1934 y principios de 1936) y durante el transcurso de la Guerra Civil se produjeron muchos saqueos y destrucción de templos católicos bajo la premisa de que el Clero, como el Ejército o la Monarquía, eran enemigos del proletariado y se habían sublevado contra el gobierno legítimo de la República. Alentados por el contexto político, muchas iglesias, monasterios, seminarios o colegios religiosos del país fueron reducidos a cenizas, perdiéndose con ello una parte irrecuperable del Patrimonio español. 
La Rectoría del Salvador fue víctima de estos conflictos, siendo saqueada e incendiada el 16 de marzo de 1936, año en que albergó por última vez el oficio religioso. Terminada la Guerra, la crítica situación económica del momento impidió restaurar el templo, que fue desacralizado y permaneció en ruinas hasta bien entrada la Democracia. Finalmente, hacia mediados de la década de 1980, cuando el Obispado de Cartagena cede su titularidad por tiempo limitado al Ayuntamiento de Yecla, es cuando se decide acometer una gran restauración, junto con otros monumentos que habían corrido la misma suerte, como la Capilla de las Angustias.

### Restauración
Es importante mencionar que el edificio se encontraba en un avanzado estado de deterioro, no solo por los daños causados tras el saqueo, sino por las décadas posteriores de abandono. La bola de hierro que había sobre la torre, por ejemplo, había caído sobre la nave, rompiendo el techo y hundiéndose hasta la cripta; muestra del estado prácticamente ruinoso al que se enfrentaron los restauradores.

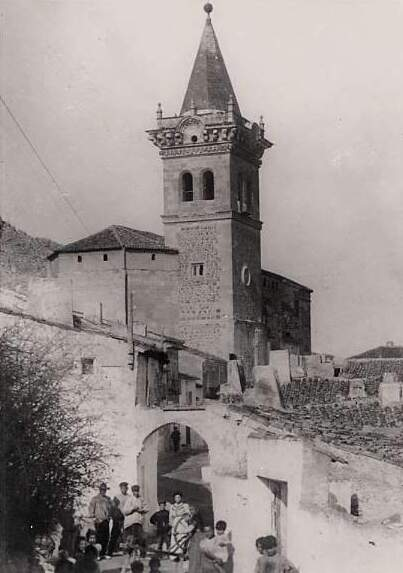
Vista de la Iglesia Vieja en 1915.

La dirección de tal obra recayó sobre el arquitecto murciano Andrés Terol, quien se volcó plenamente sobre la reconstrucción hasta el punto que acabó recibiendo por la misma el Premio Regional de Arquitectura y la admiración y el aplauso de sus compañeros de profesión. Tras la finalización de las obras el templo pudo, por vez primera en más de medio siglo, volver a participar en la Semana Santa y otras fiestas de Yecla, conservándose hasta el día de hoy.

## El edificio
Aparte de los dos principales estilos arquitectónicos que se funden en sus vetustas piedras, con el gótico del cuerpo de la iglesia y el renacimiento de la torre, destaca especialmente la conservación de los frisos de esta última, en donde están labrados personajes de los estamentos sociales de la época. Sobre ella, además, hay una aguja que sostiene una gran bola de hierro.
- En la Fachada Norte podemos distinguir las estatuas de siete caballeros que representan la nobleza del siglo XVI
- En la Fachada Sur, se aprecian cuatro cabezas. Tres pertenecen a varones que representan la juventud, la madurez y la vejez. Hay una cuarta de un león. Además, existen otros dos rostros de expresión angustiosa cuyo motivo se desconoce.
- En la Fachada Este, se graban en la piedra los rostros de dos mujeres, posiblemente la Virgen y María Magdalena.
- En la Fachada Oeste, se representa el Clero.

Se excavaron, también, dos criptas bajo la nave que, aún hoy, albergan restos humanos.